# 마션 (영화)
《마션》(영어: The Martian)은 2015년에 공개된 미국의 SF 영화로, 리들리 스콧이 감독하고, 드루 고더드가 각본을 맡았다. 2011년에 출판한 앤디 위어의 동명 소설을 원작으로 하고, 맷 데이먼, 제시카 채스테인, 마이클 페냐, 크리스틴 위그, 제프 대니얼스가 출연한다. 화성에 혼자 방치된 우주 비행사 마크 와트니의 생존을 위한 고군분투와 마크 와트니를 구하려는 주위 사람들의 노력을 그린 작품이다.

## 구성
2035년, 아레스 III 탐사대가 화성의 아시달리아 평원에서 탐사를 진행하던 중 강력한 먼지 폭풍이 화성 상승선(MAV)을 전복시킬 위기에 처한다.
이어진 대피에서 화성 탐사 대원이었던 마크 와트니(Mark Watney)가 파편에 맞아 실종된다. 탐사대는 그가 사망한 것으로 추정하고 급히 떠나지만, 와트니는 부상을 입은 상태에서 살아남아 홀로 깨어난다. 그는 자신의 생존 가능성을 높이기 위해 화성 기지 안에서 감자 농장을 만들고, 식수를 화학 반응을 통해 생성하며 자급자족을 시도한다.
지구에서 NASA 위성 계획자 Mindy Park는 위성 이미지를 검토하면서 이동된 장비를 발견하고 와트니가 살아있는 것을 깨닫는다. NASA는 그가 생존해 있음을 대중에게 알리고, 와트니와 시각 및 문자 신호로 교신을 시도한다. 와트니는 지구와 다시 연결되었지만, 기지의 에어록이 파손되면서 감자 농장이 파괴되고 식량이 부족해지자 NASA는 중국 국가항천국과 협력해 추가 보급을 계획합니다. 동시에, 아레스 III의 동료들은 화성으로 돌아가 와트니를 구출하자는 계획을 수립해 강행하게 된다.
와트니는 아레스 IV가 도착할 예정인 위치까지 위험한 여정을 감행하며 구출을 기다린다. 결국, 지휘관 루이스의 대담한 행동과 와트니의 기지를 통해 그는 구출되어 지구로 귀환한 후 그는 우주비행사 후보들에게 생존 기술을 가르치며 새로운 삶을 시작한다.

## 출연
- 맷 데이먼 - 마크 와트니
- 제시카 채스테인 - 멜리사 루이스
- 크리스틴 위그 - 애니 몬트로스
- 제프 대니얼스 - 테디 샌더스
- 숀 빈 - 미치 헨더슨
- 추이텔 에지오포 - 빈센트 카푸어
- 마이클 페냐 - 릭 마르티네스
- 세바스티안 스탄 - 크리스 벡
- 케이트 마라 - 베스 조핸슨
- 악셀 헨니 - 알렉스 보겔
- 도널드 글러버 - 리치 퍼넬
- 베네딕트 웡 - 브루스 응
- 매켄지 데이비스 - 민디 파크
- 나오미 스콧 - 료코
- 가오슝 - 궈 밍
- 천슈 - 주 타오

## 공개
당초 이 작품은 2015년 11월 25일에 북아메리카에서 공개 될 예정이었다. 그러나 같은 해 6월 10일, 20세기 폭스는 본작의 북아메리카 출시일을 《빅터 프랑켄슈타인》의 공개 날짜와 교체하여, 2015년 10월 2일로 변경한다고 발표했다.

## 같이 보기
- 화성인
- 생존 영화